# Плечій Ярослав Олександрович
Ярослав Олександрович Плечій (нар. 21 травня 1999, Суми, Україна) — український футболіст, правий захисник.

## Життєпис
Народився в Сумах. З 2012 по 2016 рік виступав за «Металіст» у ДЮФЛУ. У весняно-літній частині сезону 2015/16 років грав за «Металіст U-19» (Харків). На початку липня 2016 року перебрався до «Зорі». У футболці луганського клубу також виступав переважно в юнацькій команді, за «молодіжку» «Зорі» зіграв 1 поєдинок. З вересня по грудень 2019 року захищав кольори «Олімпіка», за який зіграв 3 матчі в молодіжному чемпіонаті України. потім залишався без клубу.
Наприкінці липня 2019 року перебрався в «Авангард», але через карантин в Україні знову не грав. У професіональному футболі дебютував за «Авангард-2», 28 липня 2019 року в програному (1:2) виїзному поєдинку 1-го туру групи Б Другої ліги України проти «Миколаєва-2». Ярослав вийшов на поле в стартовому складі, на 56-й хвилині отримав жовту картку, а на 75-й хвилині його замінив Євгеній Литвин. За першу команду «Авангарда» дебютував 7 серпня 2020 року в програному (0:2) домашньому поєдинку 29-го туру Першої ліги України проти «Минаю». Плечій вийшов на поле на 79-й хвилині, замінивши Юрія Сеницького. У структурі «Авангарда» провів один сезон, за цей час за першу команду краматорців зіграв 2 матчі, а за другу — 17 поєдинків.
Наприкінці лютого 2021 року перейшов у «Кристал». У футболці херсонського клубу дебютував 26 березня 2021 року в нічийному (1:1) виїзному поєдинку 18-го туру Першої ліги України проти житомирського «Полісся». Ярослав вийшов на поле на 76-й хвилині, замінивши Єгора Смірнова. У другій половині сезону 2020/21 років виходив на поле в 9-ти матчах Першої ліги України.
Наприкінці липня 2021 року вільним агентом підсилив «ВПК-Агро». За нову команду дебютував 24 липня 2021 року в програному (0:2) виїзному поєдинку 1-го туру Першої ліги України проти кременчуцького «Кременя». Плечій вийшов на поле в стартовому складі, на 33-й хвилині отримав жовту картку, а на 42-й хвилині його замінив Вісенте. Після цього зіграв ще в 1-му поєдинку національного кубку. На початку вересня 2021 року залишив клуб.